# Четверо капелланов
Четверо капелланов (англ. Four Chaplains), также известные как «бессмертные капелланы» (англ. Immortal Chaplains) или «капелланы „Дорчестера“» (англ. Dorchester Chaplains) — четыре капеллана армии США. Во время кораблекрушения транспорта «Дорчестер» 3 февраля 1943 года они отдали свои жизни для спасения гражданских и военных. Они организовали эвакуацию, помогли погрузиться на спасательные шлюпки и отдали свои спасательные жилеты, когда запас кончился. Капелланы сложили руки в молитве и пели гимны, когда эвакуация завершилась и корабль затонул.

## До отправки на фронт

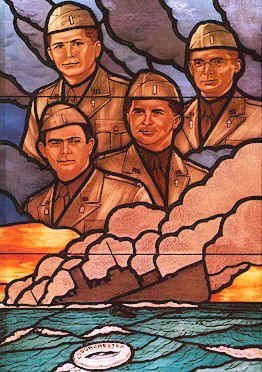
Витраж с изображением четырёх капелланов, Пентагон

Капелланы недавно поступили на службу, все были в звании первого лейтенанта.
- Джордж Лэнсинг Фокс (род. 15 марта 1900), священник методистской церкви,
- Александр Дэвид Гуд (род. 10 мая 1911), раввин,
- Кларк Вандерсалл Полинг (род. 7 августа 1910), священник реформистской церкви,
- Джон Патрик Вашингтон (род. 18 июля 1908), священник римско-католической церкви.

Они познакомились в учебном центре военных капелланов при Гарвардском университете, где готовились к призыву на европейский фронт, затем отправились на судне «Дорчестер» к месту службы.

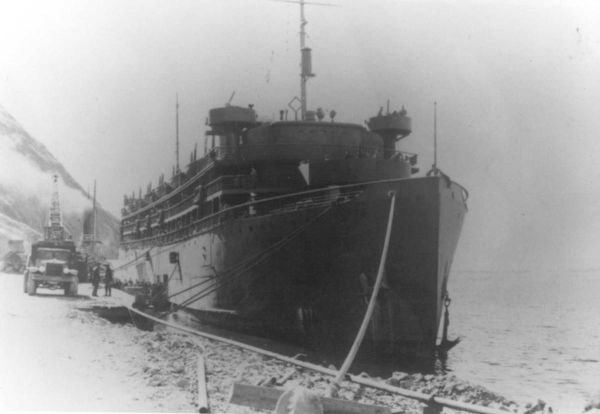
Транспортный корабль «Дорчестер»

## Потопление «Дорчестера»

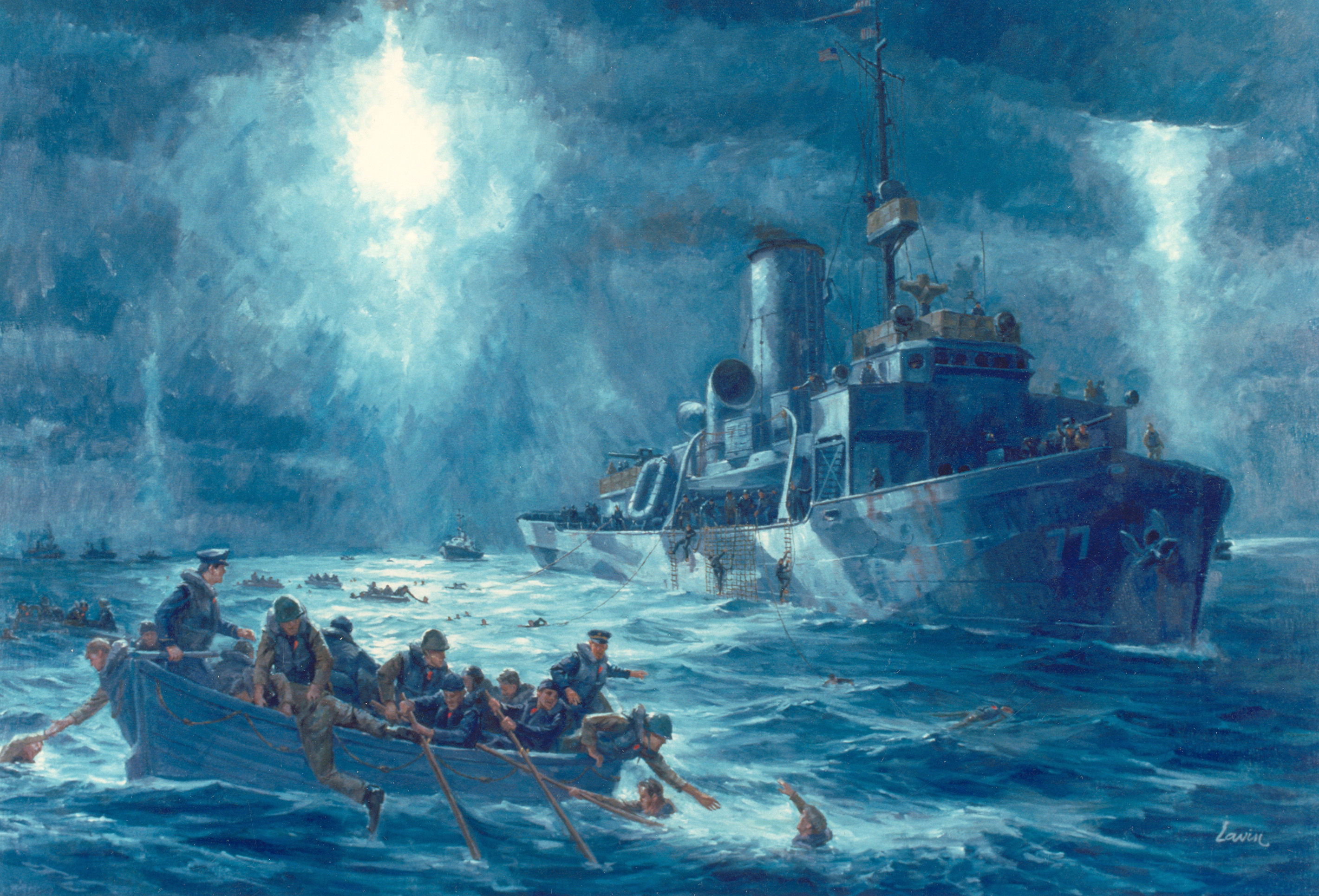
Катер береговой охраны «Эсканаба» спасает выживших с «Дорчестера»

«Дорчестер» вышел из Нью-Йорка 23 января 1943 года и направился в Гренландию. На борту было около 900 пассажиров, гражданских и военных. Корабль входил в состав конвоя SG-19 с транспортными кораблями SS Lutz и SS Biscaya в сопровождении катеров Береговой охраны Tampa, Escanaba и Comanche. Большинство военнослужащих не информировали о конечном пункте назначения.
Немецкая подводная лодка U-223 вышла в море из Киля 12 января 1943 года. Это был её первый боевой поход. Она пересекла Северное море со стороны Норвегии, затем вошла в Атлантический океан между Исландией и Фарерскими островами и прошла к Гренландии.
Капитан корабля Ханс Дж. Даниэльсен был предупреждён, что сонар береговой охраны обнаружил подводную лодку. Зная, что немецкие подводные лодки вели наблюдение за морским коридором и уже нападали и топили корабли, капитан Даниэльсен объявил состояние повышенной готовности, приказав спать в одежде и носить спасательные жилеты. Многие солдаты, спавшие в трюме судна, проигнорировали приказ из-за жары от двигателя. Другие игнорировали его, потому что спасжилеты были неудобными.
После полуночи 3 февраля 1943 года судно было торпедировано немецкой подлодкой U-223 недалеко от Ньюфаундленда в Северной Атлантике. Корабли сопровождения, не заметив этой атаки, ушли вперёд.
Торпеда повредила электрооборудование, оставив судно в темноте. Началась паника, многие оказались заперты в трюме. Капелланы взяли на себя руководство эвакуацией, пытались успокоить людей и помогали обезопасить пострадавших и раненых. Когда были розданы все спасательные жилеты, обнаружилось, что их не хватило всем потерпевшим. Капелланы сняли свои спасжилеты и отдали другим. Они помогли усадить в шлюпки как можно больше людей. Затем сложили руки и, произнося молитвы и вознося гимны, погибли вместе с кораблём.

Когда я отплыл от корабля, я оглянулся. Всё было освещено сигнальными ракетами. Судно затонуло, задрав нос вверх. Последнее, что я видел, были четверо капелланов, молившихся во спасение. Они сделали всё, что могли. Более я их не видел. У них не было шансов выжить без спасательных жилетов.
Оригинальный текст (англ.)As I swam away from the ship, I looked back. The flares had lighted everything. The bow came up high and she slid under. The last thing I saw, the Four Chaplains were up there praying for the safety of the men. They had done everything they could. I did not see them again. They themselves did not have a chance without their life jackets.
— Grady Clark, выживший
По свидетельствам очевидцев, выжившие слышали молитвы на разных языках, в том числе иудейские молитвы на иврите и католические на латыни.
Спаслись только 230 из 904 человек, бывших на борту корабля. Спасательные жилеты не помогали от переохлаждения, которое убило большинство людей на воде. Температура воды была 1°С, температура воздуха — 2°С. К тому времени, когда прибыли дополнительные спасательные суда, «сотни трупов плыли в воде — их держали на поверхности спасательные жилеты».

## Награда

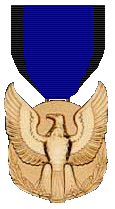
Медаль Четырёх Капелланов

19 декабря 1944 года все четыре капеллана были посмертно награждены медалью «Пурпурное сердце» и крестом «За выдающиеся заслуги».
Капелланы не могли быть представлены к медали Почёта, так как высшая военная награда США выдаётся за героизм в бою.
Позже Конгресс единогласным актом от 14 июля 1960 года утвердил медаль Четырёх капелланов. Медали были вручены родственникам каждого из четырёх капелланов.

## Память

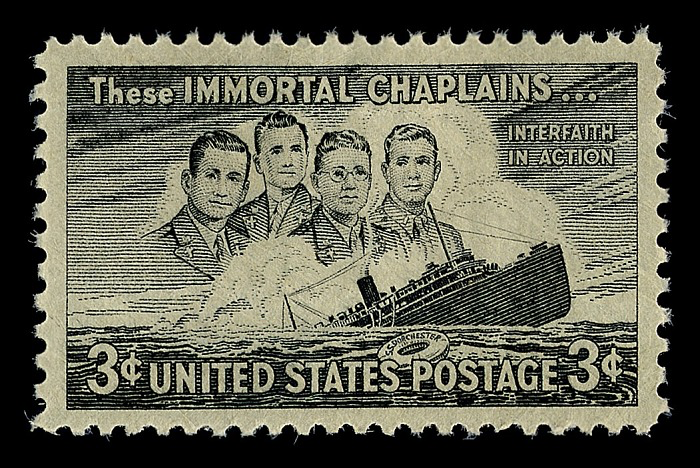
Почтовая марка четырёх капелланов, 1948

Конгресс назвал ежегодным «днем четырёх капелланов» 3 февраля. Некоторые государственные или городские учреждения в этот день приспускают флаги в память о погибших священниках. В некоторых случаях день памяти отмечают в другую дату, например, в Северной Дакоте — в первое воскресенье февраля.
День также отмечен на литургическом календаре Епископальной церкви в Соединённых Штатах Америки.